# 材料護照
所謂材料護照（英語：Material passport）是種文件，把各項產品或是建築結構中所包含的材料予以詳列。內容包含材料相關特徵的數據，讓這些材料將來具有資源回收、循環利用、和重複使用的價值。
這種“材料護照”的概念是希望促成材料能在回收，和循環使用方面能有個公開的市場，而建立出實質的循環經濟。這個概念目前主要是由歐洲國家（參照歐洲國家和地區列表）中許多團體機構開發之中。這類二手材料市場（或稱為材料銀行（material-bank））的概念在將來可能會有實現的可能。
類似的概念也正由各方開發中。材料護照另有不同的名稱，如：
- 循環經濟護照[2]
- 從搖籃到搖籃設計[3]
- 產品護照[4]

## 為何需要材料護照？
“根據聯合國（UN）發表的資料，工程建築佔歐洲原材料消耗量的50%，而建築廢棄物佔所有廢棄物的60%”在當前，這類廢棄物，縱然有做資源循環利用，也不符品質標準，而多數是直接運去掩埋。
假設地球是個封閉系統，這種情況在客觀上不可能無止境的發展，因此迫切需要有更精良的方式來處理原材料的問題。建築行業的轉變可大幅減少材料需求，和更能有效使用材料（即讓原材料能夠使用更久，有更好的生命週期）。倡導者認為採用材料護照是達到這個目的的第一步。
護照給予每種材料一種身份。通過承認材料在特定的建築物中以特定的形式存在，確保材料擁有並保有價值，而在建築物拆除解體之後可再度受到利用。
材料護照與個人的護照一樣，讓材料歷經“旅行”程序（在經過當前建築物中使用之後，確定其最能發揮日後用途的所在），然後可能是用在另一棟建築物，或是用在另一種製造品之中。
通過識別建築物中的個別材料，可定義出新的使用功能結構，這將能創造出更多服務的功能。當前建築物的既有功能可能還有其他的作用，例如把“遮蔽”作為一種服務，而不僅僅是擁有一個屋頂而已。
一般來說，材料護照為供應商在生產，和建築開發商/經理機構/翻新者選擇健康、可持續和循環材料/建築產品創造出激勵。這些做法和那些廣泛開發循環建築商業模式的運動發生契合。

## 適用性
材料護照可在每個產品或建築結構上應用。產品/建築結構可分解為不同的層次：
- 成品層次
- 組件層次
- 原材料層次

對於建築物，材料護照包括所存在的成品（樓梯、窗戶、火爐……）、組件（鋼樑、玻璃板……）、以及原材料（木材、鋼材、……）的完整描述。這種數據庫在理想的情況之下是在施工期間創建，並隨後不斷更新。如果現有建築物尚無材料護照時，可利用不同的方法創建（例如建築計劃分析 , 三維掃描等方式)。
材料護照讓產品/建築物所有者清楚知道這些物件的組成材料。到這些物件使用壽命結束時，能夠最有效將組成材料重複使用。等於所有者把產品/建築物當作是儲存有價值材料的倉庫。
此外，在創建材料護照之時也有助於塑造建築物的設計，讓將來在拆卸以重複使用時更為容易。這將導致“可回收”或“可逆轉”建築物的增加，讓拆解建築物就如同組合時般的容易。
另一種可能性是材料護照讓所有者能夠更清楚了解產品/建築物的價值。建築物除了所在地點和所佔面積之外，更能因為有清楚的材料價值而有更準確的估價。

## 優點與缺點

### 優點
- 人們透過材料護照可預見當財產在拆解後，所回收的材料能發揮最大作用。這是另一種關注碳足跡的方式，並降低我們對環境的負面影響。
- 更細緻了解建築物的建構，能讓供應商啟用新的融資形式，以支持它們提供服務的模式，而非僅為銷售產品而已。
- 通過審查建築物目前的估價方式，可開發出新的融資產品或融資政策（例如有較高的擔保物權價值），以更正確反映出建築物的財務價值。
- 在所有者違約的情況下，利用出售材料而非整個建築物來改善擔保物權的回收。

### 缺點
- 護照需要在建築物的整個生命週期內保持更新和維護。目前尚不清楚需要花費多少功夫，但為保持護照的正確性，建築物發生的所有更改都需要列入紀錄。這番功夫的價值大約只會在建築物的使用壽命結束時才能顯現，而可能會是幾十年之後的事。
- 材料的二手市場仍處於起步階段，目前還無法支持材料的最佳再利用。此外，至少在組件級別，需要做更多的標準化工作來增進再利用的可能。
- 目前還沒有標準化的材料護照。因此，由於不斷的變化，護照在最終被用到時可能會用處有限，或者為符合市場標準，而需在建築物的生命週期內做額外投資。
- 需要立法以支持興建綠建築，以發展提供服務而非所有權，......並支持廣泛採用材料護照。
- 仍需要創建支持材料護照的基礎設施（主要是信息技術（IT））。

第一份關於材料護照的科學出版物由Maayke Damen
在2012年發表，被稱為“循環經濟的資源護照（A resources passport for a circular economy）”。這份文字資料對供應鏈中每個參與者的材料護照的優缺點做出全面概述，並包括一份材料護照內容的大綱。

## 現有項目

### 荷蘭
- Turntoo：由Thomas Rau[8]建立的諮詢公司，提供優化地球生命連續性的服務和概念。開發材料護照就是其產品之一。[9]Thomas Rau的系統被稱為MADASTER。[10]
- COFA Nederland：FBBasic[11]和A. van Liempd[12]兩家荷蘭拆除承包商的倡議，以開發更具材料循環概念的拆除和材料再利用方式。[13]
- 位於鹿特丹的概念屋村 (Concept House Village (RDM)) [14]

### 歐洲聯盟
- BAMB 2020: MAMB是Buildings as Material Banks的簡稱，一個歐盟資助的項目，匯集有16個歐洲團體（大學、建築、信息技術公司、顧問和政策制定者）。合作夥伴有：布魯塞爾環境（Brussels Environment[15]）、EPEA Nederland[16]、布魯塞爾自由大學、BRE[17]、｛le|南方應用科學大學|Zuyd University of Applied Sciences}}、IBM、 SundaHus[18]、龙讷比市镇、慕尼黑工業大學、特文特大學、葡萄牙民和大學（英语：Minho's university）、塞拉耶佛綠色設計基金會（Sarajevo Green Design Foundation）[19]、國際諮詢公司Drees & Sommer（英语：Drees & Sommer）、VITO[20]、英國建築公司BAM Construct UK[21]和Aurubis（英语：Aurubis）（位於德國的歐洲最大銅生產商，也是世界最大銅回收商）。[22][23]
- EPEA（也是BAMB的合作夥伴）：一家活躍的國際科學研究和諮詢機構，與經濟、政治和科學領域的參與者及公司合作，並支持他們採用從搖籃到搖籃設計方法引入循環經濟流程。[24]
- 馬士基航運公司（英语：Maersk Line）(輪船)：目前世界上最大的貨櫃船航運公司，專注於船舶回收和材料再利用。[3]
- Act Now：由丹麥的企業、非政府組織和市政當局組成的商業驅動的非營利合作夥伴關係。ActNOW 的工作項目側重於加強現有節能解決方案和產品的實施。[25]

## 參照
- 循環經濟
- 從搖籃到搖籃設計
- 資源回收
- 循環利用
- 重複使用

## 外部連結
- BAMB2020 Material passports （页面存档备份，存于）